# 서미영 (기업인)
서미영(1974년 - )은 대한민국의 여성 기업인이다. 현재 인크루트 대표이사를 맡고 있다.